# Maiden
Maiden is een plaats (town) in de Amerikaanse staat North Carolina, en valt bestuurlijk gezien onder Catawba County en Lincoln County.

## Demografie
Bij de volkstelling in 2000 werd het aantal inwoners vastgesteld op 3282.
In 2006 is het aantal inwoners door het United States Census Bureau geschat op 3348, een stijging van 66 (2.0%).

## Geografie
Volgens het United States Census Bureau beslaat de plaats een oppervlakte van
12,4 km², waarvan 12,3 km² land en 0,1 km² water. Maiden ligt op ongeveer 261 m boven zeeniveau.

## Plaatsen in de nabije omgeving
De onderstaande figuur toont nabijgelegen plaatsen in een straal van 16 km rond Maiden.